# Institut Nacional de Gestió de Desastres
L'Institut Nacional de Gestió de Desastres (portuguès Instituto Nacional de Gestão de Calamidades, INGC) és l'agència d'administració de desastres de Moçambic.

## Història
El INGC es va formar el 1999 per Decret n. 37 del Govern i opera sota la tutela del Ministeri de l'Administració de l'Estat (MAE).
Abans de la seva creació, la gestió de desastres a Moçambic estava sota el domini del Departament de Prevenció i Lluita contra els Desastres Naturals (Departamento de Prevenção e Combate as Calamidades Naturais, DPCCN), una subunitat del Ministeri d'Afers Exteriors i de Cooperació que va servir principalment com a "agència distribuïdora d'ajuts externs". En contrast amb el seu predecessor, l'INGC es va orientar més cap a la coordinació dels esforços de gestió de desastres que en el lliurament d'ajuda exterior.
El 10 de març de 2008 fou nomenat director de l'organisme João Ribeiro. Anteriorment havia estat subdirector de l'Institut i va substituir Paulo Zucula, qui va ser "molt elogiat" pel seu lideratge de l'INGC, quan va ser nomenat Ministre de Transport i Comunicació. Coincidint en el canvi de la presidència del país, l'agost de 2016, Ribeiro fou substituït en el seu càrrec per João Machatine. Va ocupar el càrrec fins al maig de 2018, quan fou nomenat ministre d'Obres Públiques.

## Activitats
L'INGC és responsable de realitzar esforços de mitigació (com la col·lecció i anàlisi de dades), realitzar mesures de preparació (per exemple, campanyes de sensibilització), i coordinant les respostes al desastre (inclosa la distribució d'aliments, tendes i altres subministraments). Des de juny de 2008 també és responsable, a través de l'Oficina de Coordinació de Reconstrucció (GACOR), del reassentament de persones desplaçades per desastres naturals.
L'INGC prepara respostes a desastres naturals com sequeres, inundacions, i ciclons tropicals—els tres riscs naturals als que Moçambic és més vulnerable—i desastres provocats per l'home, com la violència xenòfoba de Sud-àfrica (2008).
L'INGC coordina els esforços de gestió de desastres i rep el suport de les institucions públiques i privades, ONGs i organitzacions internacionals, com Concern Worldwide, el govern d'Alemanya, i les Nacions Unides.Ad Melkert, l'Administrador associat del Programa de les Nacions Unides per al Desenvolupament, que proporciona assistència a l'INGC a través de la seva Oficina de Prevenció i Recuperació de Crisi, va lloar l'institut el març del 2008 com "un exemple de gestió eficaç dels desastres naturals". Va rebre elogis "unànimes" d'organitzacions internacionals per la seva resposta a la inundació de 2007 a Moçambic.